# Llotja d'Ullastret
La Llotja d'Ullastret és un edifici del municipi d'Ullastret (Baix Empordà) inclosa en l'Inventari del Patrimoni Arquitectònic de Catalunya.

## Descripció
És una llotja gòtica formada per dos grans arcs diafragmàtics apuntats, de dovelles ben tallades, sobre pilars adossats, que sostenen una teulada de doble vessants sobre embigat i cabirons. Els recinte cobert, de forma rectangular, s'obre vers llevant en tota l'alçada mitjançant un dels arcs que dona al carrer de l'hospital (paral·lel a la muralla). A ponten es comunica amb el carrer Major o dels Bous per una petita arcada o portada, de punt rodó amb impostes ornades amb senzilles motllures.
A cada costat lateral, adossats a les façanes, hi ha uns pedrissos d'obra. A l'angle NE hi ha una vella teiera de forja. Les façanes de les cases que donen a l'interior de la llotja i algunes d'adjacents, han estat molt malmeses per reformes modernes en llurs obertures.